# Raffaele Alberti
Raffaele Alberti (14 september 1907 - Ferrara, 6 mei 1951) was een Italiaans motorcoureur.

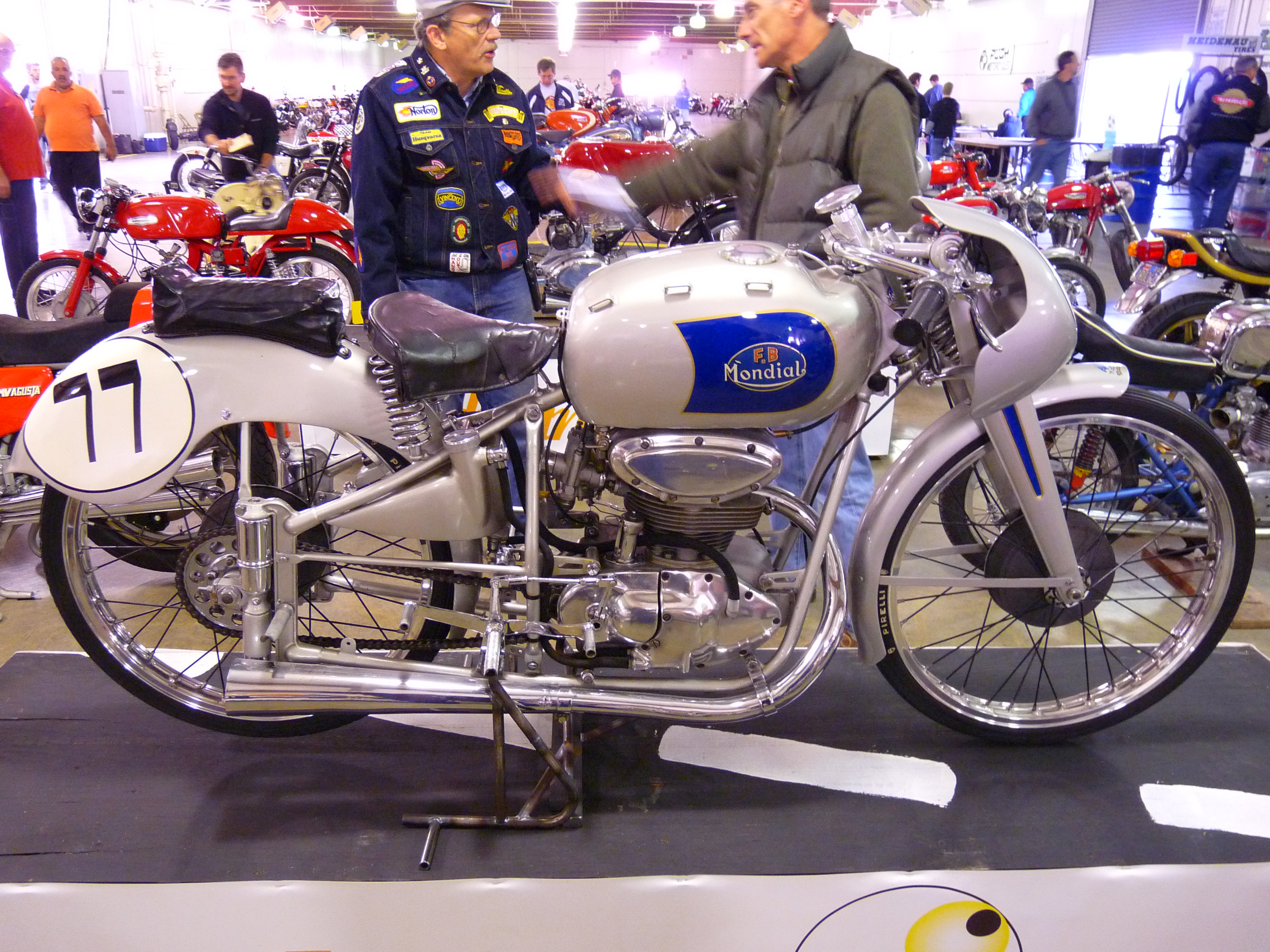
Mondial 125 Bialbero uit 1951

## Carrière
Al voor de Tweede Wereldoorlog was Raffaele Alberti een tamelijk succesvol coureur in Italië. In 1930 won hij met een 175cc-Ancora-Villiers de Grand Prix van Zwitserland op het Circuit Saint-Sauveur in Lugano. In 1931 won hij de Circuito del Lario-race aan het Comomeer. In 1933 won hij met een 175cc-Benelli de negende "Raid Nord-Sud" van Milaan naar Napels.
In 1948 werd hij Italiaans kampioen in de 125cc-klasse. In dat jaar reed hij samen met Gianni Leoni en Bruno Ruffo ook 27 nieuwe snelheidsrecords met de Moto Guzzi Motoleggera 65 op de kombaan van het Autodromo Nazionale di Monza.
In het seizoen 1950 werd hij opgenomen in het team van Mondial, waarvan ook Umberto Braga, Bruno Ruffo en Carlo Ubbiali deel uitmaakten. Raffaele Alberti werd alleen ingezet in de GP des Nations, waar hij als vijfde eindigde. In het seizoen 1951 werd het team van Mondial nog sterker toen Cromie McCandless, Guido Leoni en Romolo Ferri werden toegevoegd.

## Overlijden
In de GP van Spanje op 8 april werd Alberti nog niet ingezet. Hij reed op 6 mei samen met Guido Leoni een race om het Italiaans kampioenschap op het stratencircuit van Ferrara. Er ontstond een grote valpartij toen Antonio Ronchei in een snelle bocht de strobalen raakte, viel en op de baan terechtkwam. Over de ravage kwam een aantal rijders ten val, waaronder Raffaele Alberti en Guido Leoni, die beiden ter plekke overleden.
Het was niet de laatste klap voor het team van Mondial. Gianni Leoni (geen familie van Guido) verongelukte op 15 augustus tijdens de trainingen van de Ulster Grand Prix.

## Wereldkampioenschap wegrace resultaten
| Jaar | Klasse | Team    | Motorfiets   | 1     | 2 | 3     | 4     | 5 | Punten | Plaats | Overwinningen |
| ---- | ------ | ------- | ------------ | ----- | - | ----- | ----- | - | ------ | ------ | ------------- |
| 1950 | 125 cc | Mondial | 125 Bialbero | NED - |   | ULS - | NAT 5 |   | 2      | 7e     | 0             |